# Comuna Bozovici, Caraș-Severin
Bozovici este o comună în județul Caraș-Severin, Banat, România, formată din satele Bozovici (reședința), Poneasca, Prilipeț și Valea Minișului.

## Demografie
Componența etnică a comunei Bozovici
     Români (86,31%)
     Romi (5,47%)
     Alte etnii (1,36%)
     Necunoscută (6,86%)
Componența confesională a comunei Bozovici
     Ortodocși (85,87%)
     Baptiști (3,63%)
     Romano-catolici (1,52%)
     Alte religii (1,64%)
     Necunoscută (7,34%)
Conform recensământului efectuat în 2021, populația comunei Bozovici se ridică la 2.506 locuitori, în scădere față de recensământul anterior din 2011, când fuseseră înregistrați 2.924 de locuitori. Majoritatea locuitorilor sunt români (86,31%), cu o minoritate de romi (5,47%), iar pentru 6,86% nu se cunoaște apartenența etnică. Din punct de vedere confesional, majoritatea locuitorilor sunt ortodocși (85,87%), cu minorități de baptiști (3,63%) și romano-catolici (1,52%), iar pentru 7,34% nu se cunoaște apartenența confesională.

## Politică și administrație
Comuna Bozovici este administrată de un primar și un consiliu local compus din 11 consilieri. Primarul, Adrian-Sergiu Stoicu[*], de la Partidul Social Democrat, este în funcție din 2012. Începând cu alegerile locale din 2024, consiliul local are următoarea componență pe partide politice:
|  | Partid                          | Consilieri | Componența Consiliului | Componența Consiliului | Componența Consiliului | Componența Consiliului | Componența Consiliului | Componența Consiliului | Componența Consiliului | Componența Consiliului |
|  | ------------------------------- | ---------- | ---------------------- | ---------------------- | ---------------------- | ---------------------- | ---------------------- | ---------------------- | ---------------------- | ---------------------- |
|  | Partidul Social Democrat        | 8          |                        |                        |                        |                        |                        |                        |                        |                        |
|  | Alianța pentru Unirea Românilor | 2          |                        |                        |                        |                        |                        |                        |                        |                        |
|  | Partidul Național Liberal       | 1          |                        |                        |                        |                        |                        |                        |                        |                        |

## Atracții turistice
- Biserica ortodoxă "Înălțarea Domnului" din satul Bozovici, construcție 1805
- Cheile Minișului
- Cascada "Bigăr"
- Izbucul "Bigăr"
- Valea Minișului
- Monumentul Eroilor, Bozovici
- Rezervația naturală Lizovacea

## Personalități născute aici
- Ion Iovescu (1851 - 1915), general austriac.